# Söndagsaffären
Söndagsaffären är en finländsk TV-teaterfilm från 1968 i regi av Helge Lassenius. Filmen bygger på pjäsen med samma namn av Robert Alftan.

## Rollista
- John Elfström – direktör D
- Sara Arnia – fröken Gabriel
- Stig Torstensson – Herr H
- Elisabett Gustafson – fröken Bunny
- Stefan Ekman – den kalla mannen